# Ecclesia Dei
Ecclesia Dei är en påvlig skrivelse av Johannes Paulus II, utgiven som motu proprio (d.v.s. på eget initiativ) den 2 juli 1988. I likhet med övriga viktigare påvliga skrivelser kommer sig namnet av skrivelsens inledningsord (enligt den latinska originaltexten).
Ecclesia Dei följde på ärkebiskop Marcel Lefebvres vigning av fyra biskopar utan romerskt tillstånd, i syfte att, som Lefebvre såg saken, försäkra sig om det katolska prästämbetets och den katolska trons fortbestånd (bägge är enligt katolsk teologi de främsta förutsättningarna för den katolska kyrkan). Utifrån katolsk kyrkorätt kan biskopsvigningen normalt sett inte förmedlas utan påvligt mandat.
Kontroversen skall ses mot bakgrund av de reformer i moderniserande riktning inom den katolska kyrkan (bland annat gällande liturgin) som Paulus VI genomförde under 1960- och 1970-talet, och som en del katoliker betraktade som hot mot sin tro (se romersk-katolsk traditionalism). 
Ecclesia Dei förutsätter att ärkebiskop Lefebvre, den brasilianske biskopen Antônio de Castro Mayer (medkonsekrator) samt de fyra nyvigda biskoparna (Richard Williamson, Bernard Tissier de Mallerais, Bernard Fellay och Alfonso de Galareta) i och med biskopsvigningen bannlysts. Däremot sägs inget om deras efterföljare (präster, prästkandidater, ordensfolk och troende). I skrivelsen konstaterar påven att ett stort antal katoliker följt ärkebiskop Lefebvre av kärlek till den äldre latinska liturgin. Han tillåter därför den s.k. tridentinska liturgin, och uppmanar de katolska biskoparna av latinsk rit att i sina stift jämte Paulus VI:s 1969/1970 införda gudstjänstordning ge utrymme åt denna liturgi.
Som en följd försonades flera traditionellt inriktade kloster, prästsammanslutningar och lekmannagrupper med Rom. Dock efterlevdes skrivelsen mycket olika i olika stift.
Den påvliga skrivelsen inrättade jämväl ett nytt romerskt ämbetsverk, Ecclesia Dei-kommissionen, vars uppgift fram till 7 juli 2007 var att samordna tillämpningen av Ecclesia Dei. Sagda uppgifter omdefinierades i Summorum Pontificum. Kommissionen är sedan sommaren 2009 knuten till Troskongregationen och leds av en kommissionssekreterare, monsignor Guido Pozzo.
2007 ersattes de bestämmelser som stadgas i Ecclesia Dei av Benedictus XVI:s motu proprio Summorum Pontificum.